# Paul Zincke

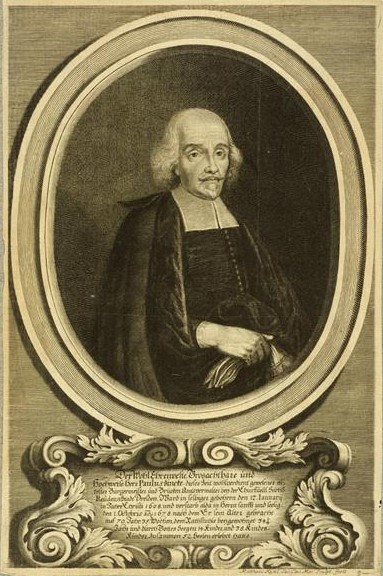
Matthäus Küsel: Bildnis des Dresdner Brückenamtsverwalters und Bürgermeisters Paul Zincke (Kupferstich um 1680)

Paul Zincke (auch Paulus Zincke; * 12. Januar 1608; † 1. Oktober 1678 in Dresden) war ein Dresdner Ratsherr und Bürgermeister.

## Leben
Paul Zincke war der Sohn eines Dresdner Bürgers und absolvierte zunächst eine Lehre als Goldschmied. 1634 legte er seine Meisterprüfung ab und erhielt im Folgejahr das Bürgerrecht. Bereits zwei Jahre später wurde er 1637 Ältester der Dresdner Zunft der Gold- und Silberschmiede. Von seiner Hand sind mehrere Pokale bekannt, die er mit seinen Initialen „PZ“ kennzeichnete. Anlässlich seiner Wahl zum Dresdner Bürgermeister stiftete er am 1. Mai 1667 einen vergoldeten Deckelbecher für den Ratsschatz.
1643 wurde Zincke in den Dresdner Rat aufgenommen und übernahm die Aufgaben des Brückenamtverwalters, der für den Erhalt der Dresdner Elbbrücke zuständig war. 1667 wählte ihn der städtische Rat auf Lebenszeit zu einem der drei abwechselnd regierenden Bürgermeister der Stadt.
Paul Zincke hatte insgesamt 14 Kinder, unter ihnen seine Tochter Dorothea Zincke, die ab 1670 mit dem Dekan und Rektor der Wittenberger Universität Balthasar Stolberg (1640–1684) verheiratet war. Sein Sohn Samuel Zinck wirkte zwischen 1675 und 1704 in Wittenberg und Dessau als Wanderprediger und Verfasser religionskritischer Schriften.